# Provinciehuis
Een provinciehuis is een gebouw waarin de ambtenaren van de provincie, commissaris van de Koning en gedeputeerden (Nederland) of gouverneur en gedeputeerden (België) werken en de Provinciale Staten (Nederland) of provincieraad (België) vergadert. Het gebouw is eigendom van de provincie.

## Provinciehuizen in Nederland

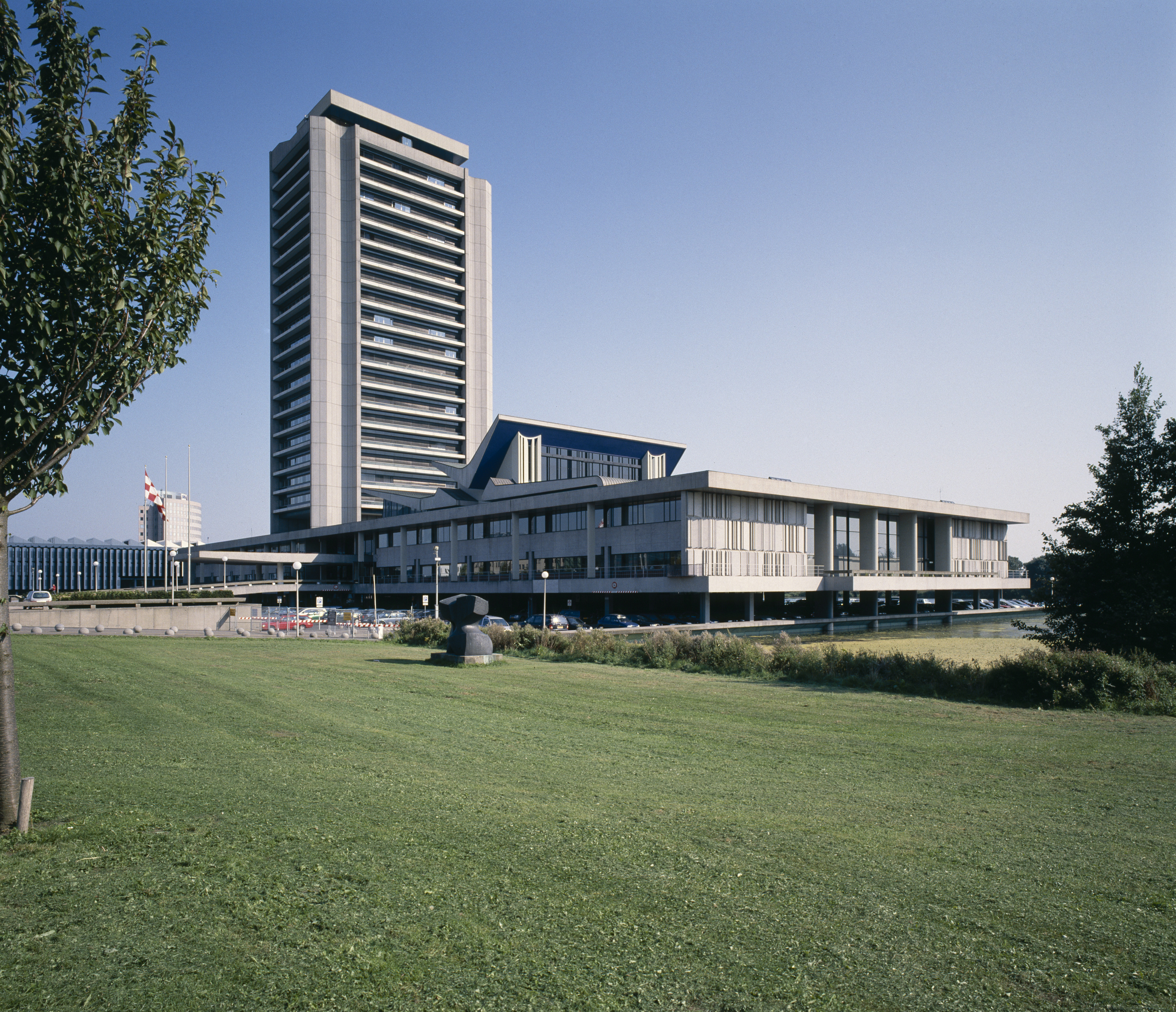
Provinciehuis van Noord-Brabant

- Provinciehuis (Drenthe)
- Provinciehuis (Flevoland)
- Provinciehuis (Friesland)
- Provinciehuis (Gelderland)
- Provinciehuis (Groningen)
- Gouvernement (Limburg)
- Provinciehuis (Noord-Brabant)
- Provinciehuis (Noord-Holland)
- Provinciehuis (Overijssel)
- Provinciehuis (Utrecht)
- Provinciehuis (Zeeland)
- Provinciehuis (Zuid-Holland)

## Provinciehuizen in België

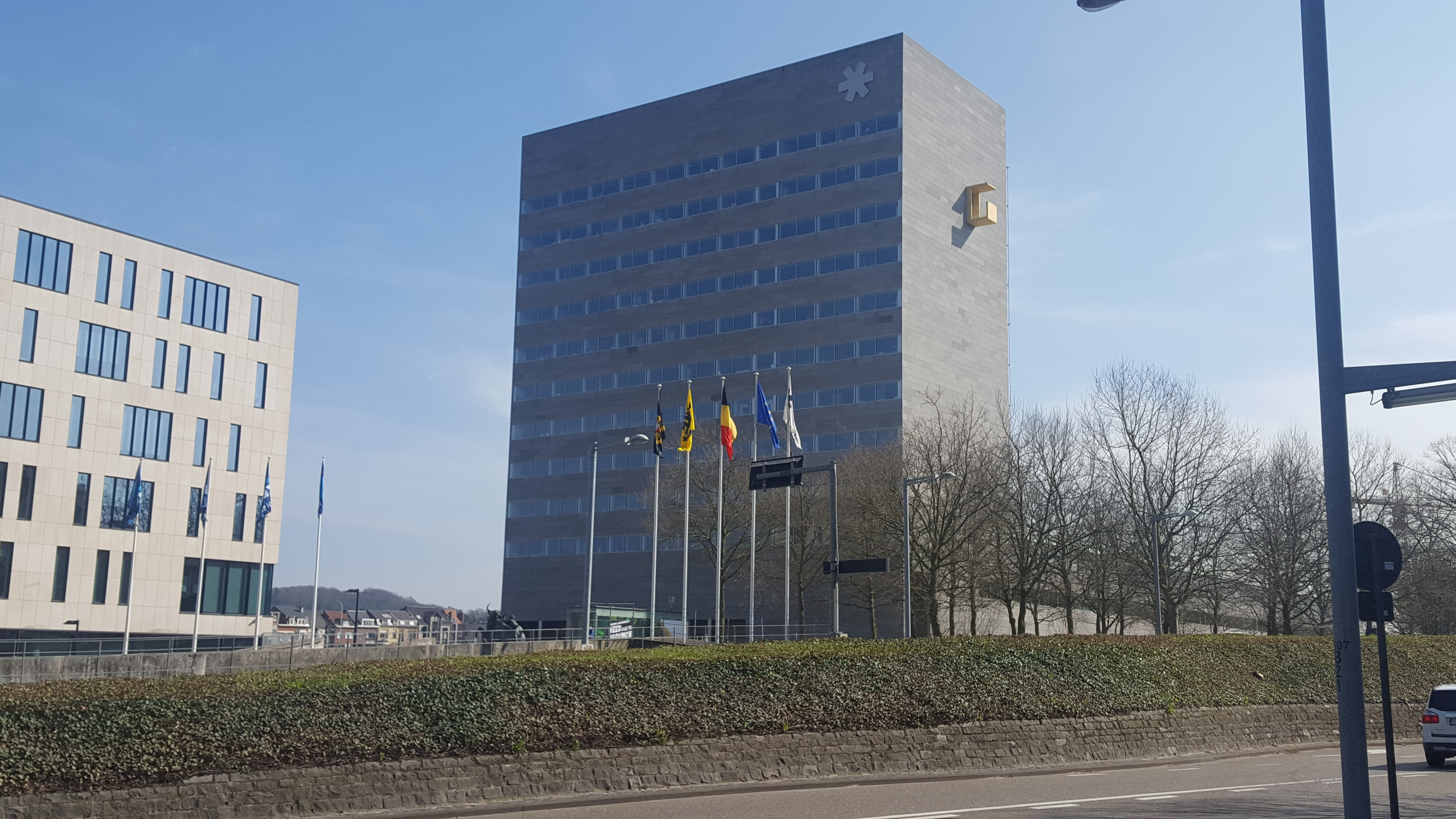
Provinciehuis van Vlaams-Brabant

- Provinciehuis (Antwerpen)
- Provinciehuis (Henegouwen)
- Provinciehuis (Limburg)
- Provinciehuis (Luik)
- Provinciehuis (Luxemburg)
- Provinciehuis (Namen)
- Provinciehuis (Oost-Vlaanderen)
- Provinciehuis (Vlaams-Brabant)
- Provinciehuis (Waals-Brabant)
- Provinciehuis (West-Vlaanderen)

Drenthe · Flevoland · Friesland · Gelderland · Groningen · Limburg · Noord-Brabant · Noord-Holland · Overijssel · Utrecht · Zeeland · Zuid-Holland
Antwerpen · Henegouwen · Limburg · Luik · Luxemburg · Namen · Oost-Vlaanderen · Vlaams-Brabant · Waals-Brabant · West-Vlaanderen